# Glenwood Canyon

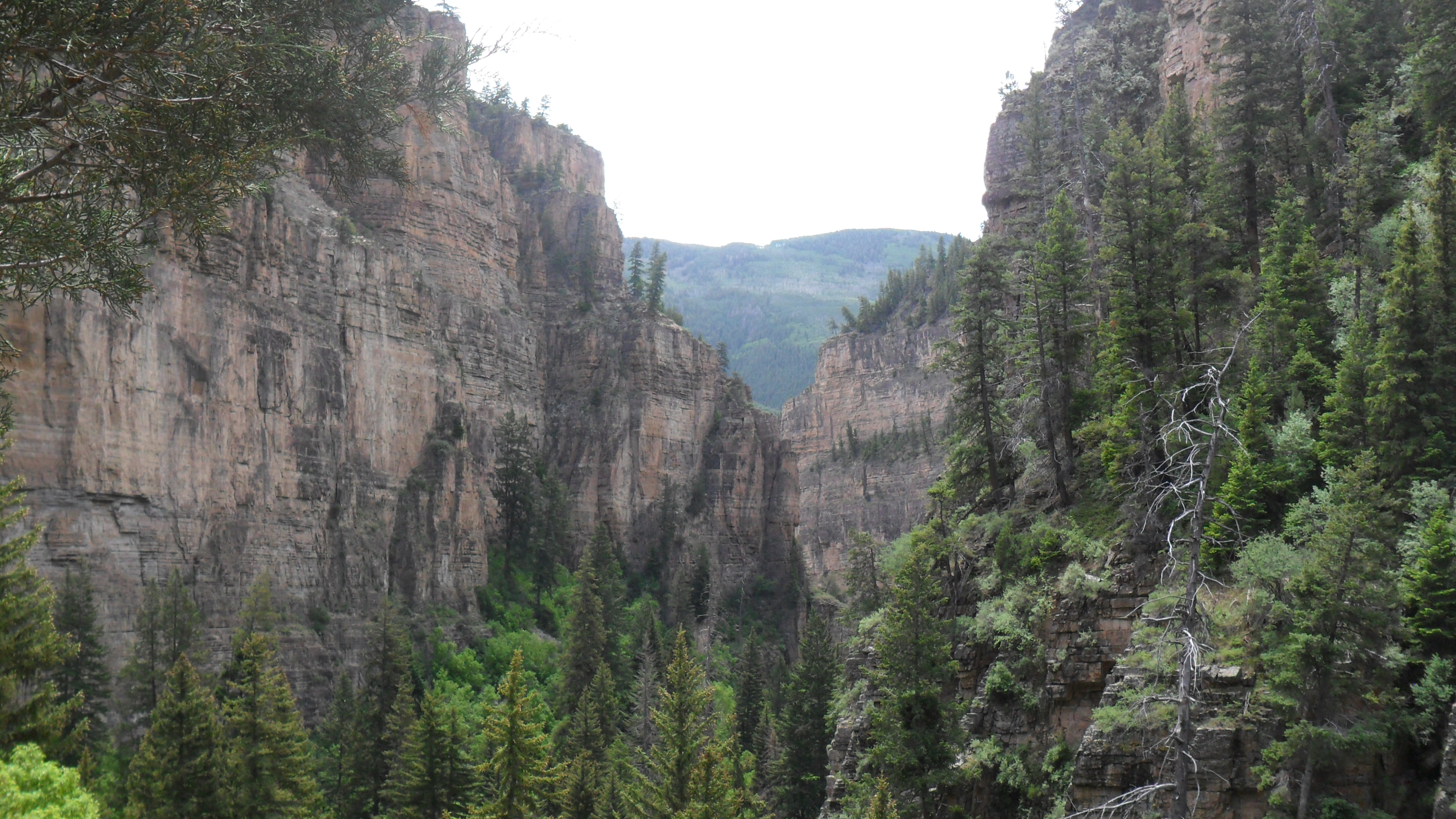
Vista del Glenwood Canyon dal lago Hanging

Il Glenwood Canyon è un canyon frastagliato panoramico lungo 20 km nel Colorado occidentale, negli Stati Uniti d'America. Le sue pareti si innalzano fino a 400 metri al di sopra del fiume Colorado ed è il più grande canyon dell'Alto Colorado. Il canyon, che storicamente è stato utilizzato come tracciato per le ferrovie ed autostrade del Colorado occidentale, attualmente ospita il tracciato della Interstate 70 e del Central Corridor della Union Pacific Railroad tra Denver e Grand Junction.

## Posizione

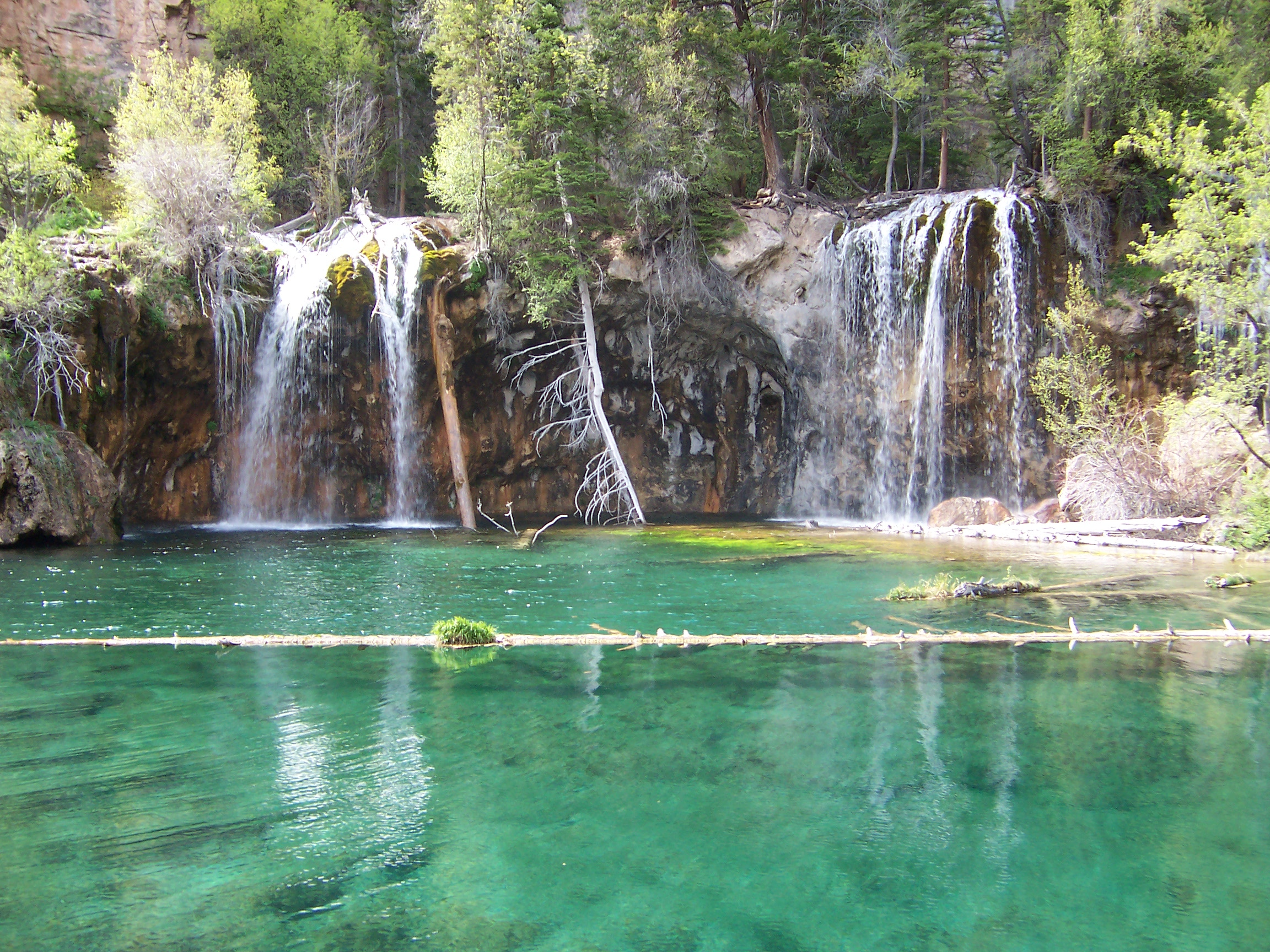
Il lago Hanging è situato nel Glenwood Canyon

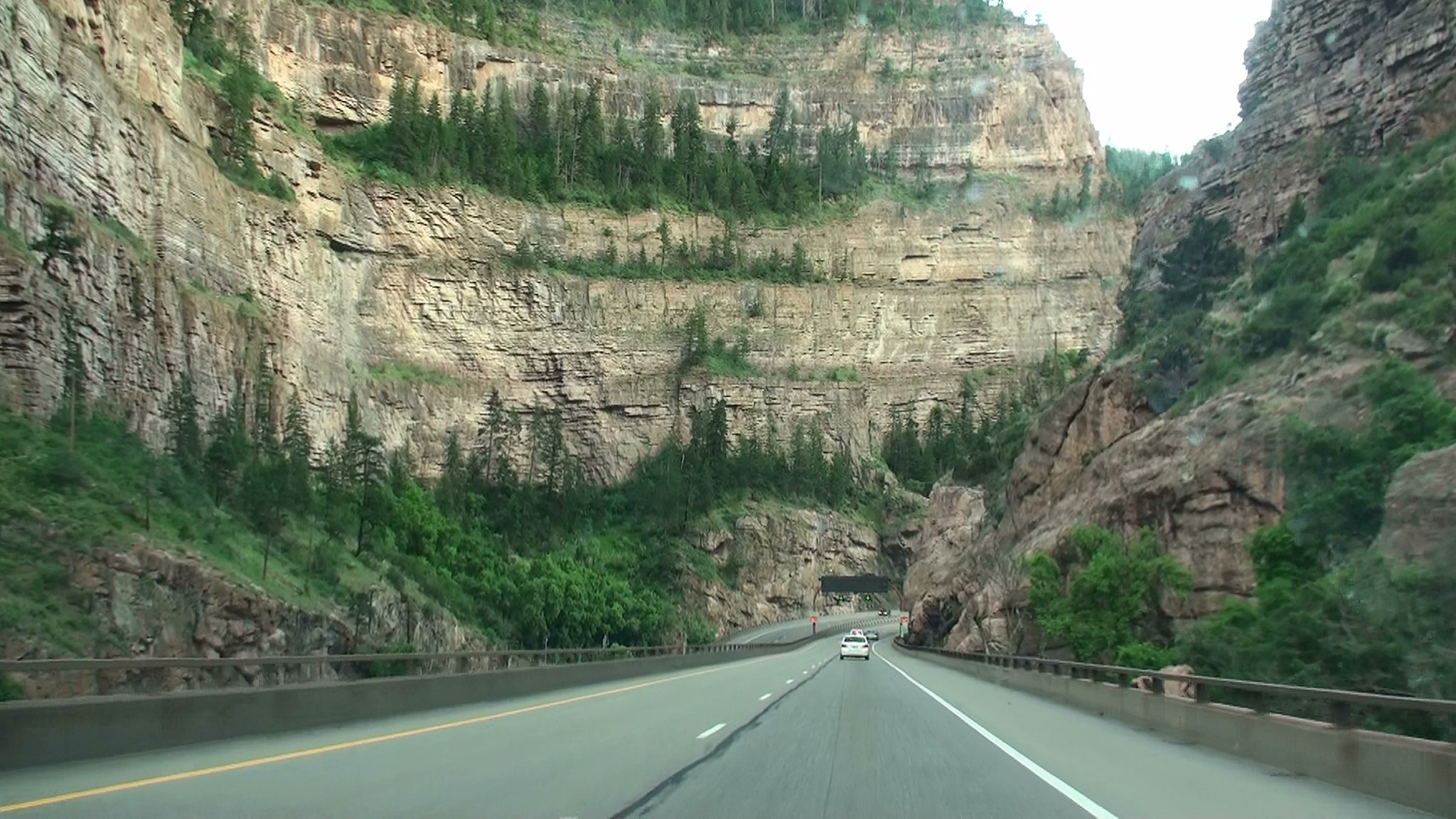
I-70 (verso ovest) nel Glenwood Canyon

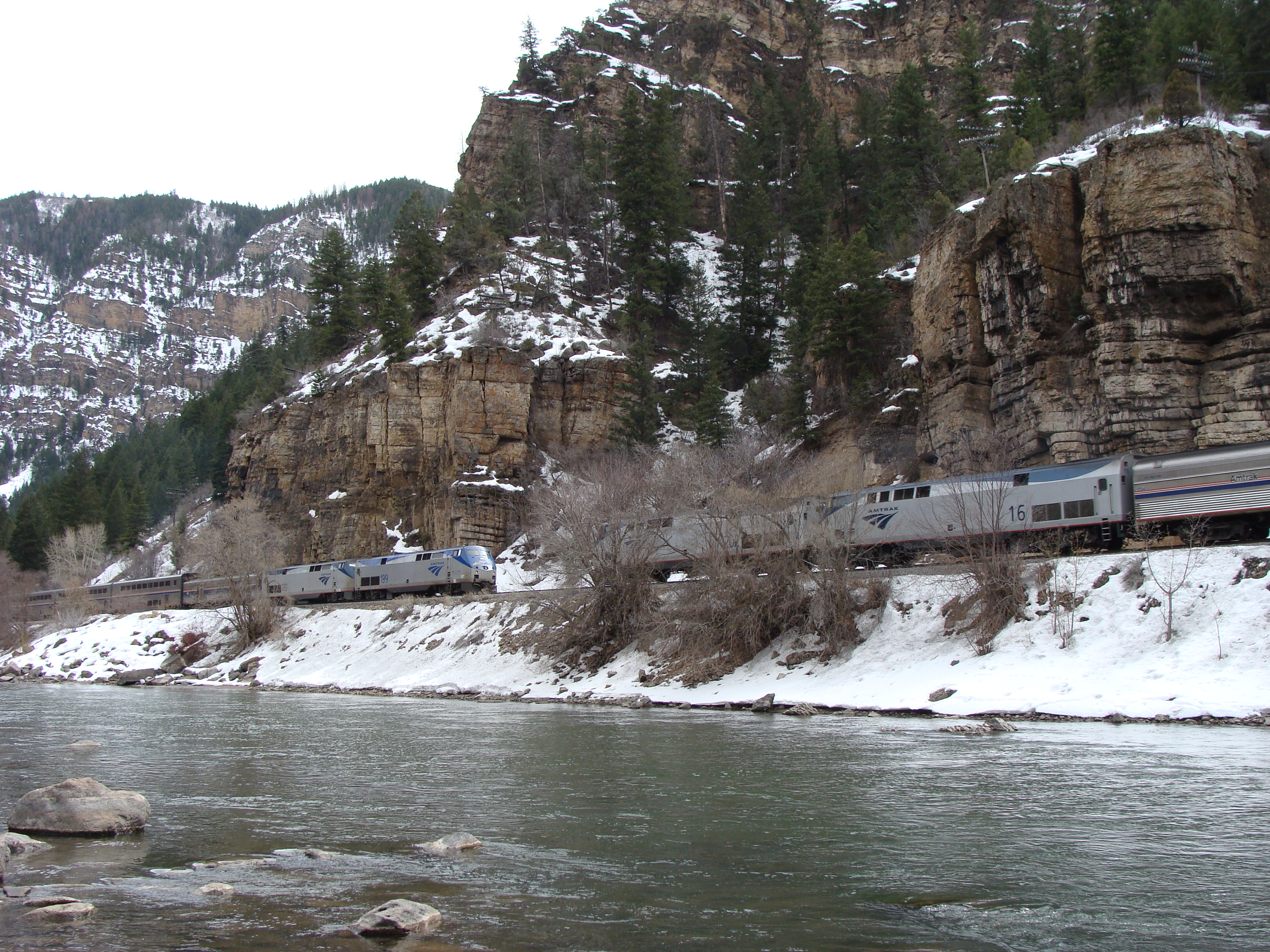
Due California Zephyr, uno verso est e l'altro verso ovest, si incontrano nel Glenwood Canyon

Il canyon si estende da Dotsero, dove il Colorado riceve le acque del fiume Eagle, scendendo in direzione ovest-sudovest fino alla zona est di Glenwood Springs, alla foce del Roaring Fork. Gran parte del canyon si trova nella contea di Garfield, mentre la parte superiore presso Dotsero è nella contea di Eagle.

## Geologia
Il canyon si formò relativamente di recente, nel Pleistocene, con l'erosione da parte del Colorado attraverso gli strati di roccia sedimentaria. Gli strati superiori del canyon sono di arenaria dei periodi Pennsylvaniano e Mississippiano; le sezioni delle pareti inferiori del canyon sono costituite da roccia Cambriana. Lo strato Mississippiano, che è prominente in gran parte delle sezioni superiori del canyon, fa parte della formazione di Leadville.

## Ferrovie
Nel 1906 il canyon venne scelto come tracciato della Taylor State Road, una strada sterrata che divenne la prima strada per automobili che attraversava le Montagne Rocciose del Colorado. Il canyon venne anche utilizzato per costruire la Denver and Rio Grande Western Railroad nel tardo XIX secolo; tramite acquisizioni, la linea è attualmente parte della Union Pacific Railroad, che comprende parte del Central Corridor tra Denver e Grand Junction.
Dato che il Glenwood Canyon costituiva uno dei panorami iconici del percorso del treno passeggeri California Zephyr, nel canyon venne installato un monumento alla carrozza panoramica; negli anni '90 il monumento venne spostato al Colorado Railroad Museum a Golden per fare spazio alla costruzione della Interstate 70.

## Interstate 70
Il canyon è considerato come una delle tratte naturali più panoramiche e iconiche del sistema autostradale degli Stati Uniti. È possibile l'accesso pedonale al canyon da quattro aree di servizio lungo la Interstate 70 nel canyon; l'area di servizio del lago Hanging (uscita 125) consente l'accesso al canyon lungo un tratto in cui la I-70 è nascosta da un tunnel. L'autostrada è anche soggetta a valanghe nel canyon, come avvenuto nel febbraio 2016 e luglio 2021, che hanno portato alla sua chiusura temporanea.